# Henri Peemans

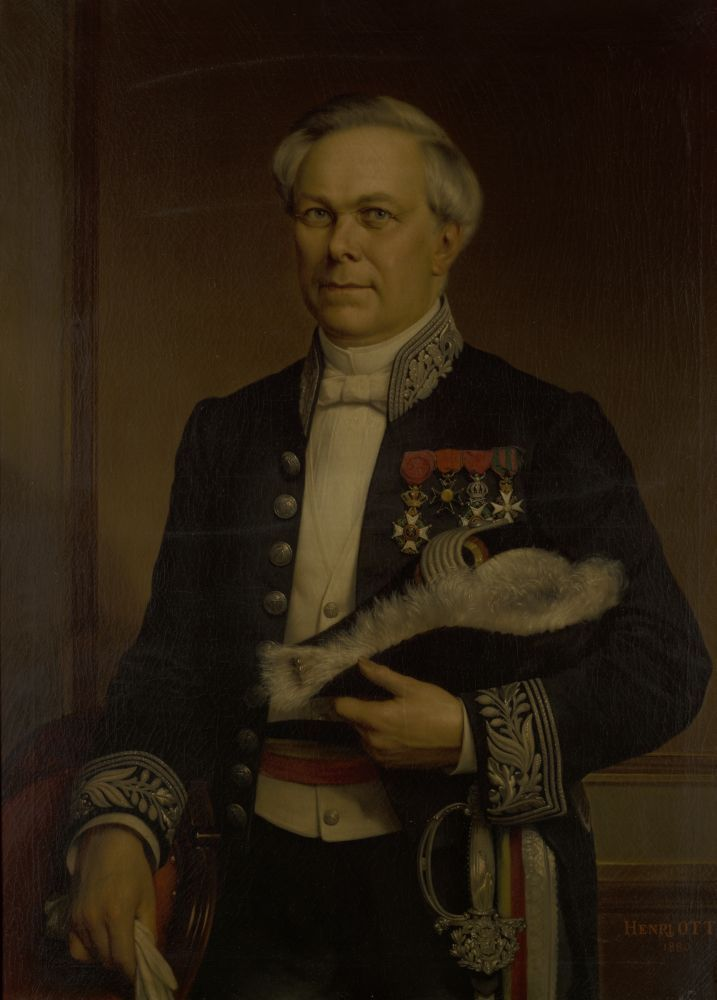
Henri Peemans

Henri Louis Peemans (Leuven, 21 februari 1810 - aldaar, 22 januari 1880) was een Leuvens advocaat. Hij was als liberaal politicus van 10 januari 1864 tot juli 1869 burgemeester van Leuven, en zetelde tevens van 1854 tot 1869 in de provincieraad van de toenmalige provincie Brabant.
Hij was samen met onder andere Auguste Fizenne kandidaat bij de parlementsverkiezingen van juni 1863 maar de liberalen werden niet verkozen.
Peemans werd bij het vertrek van burgemeester Charles de Luesemans naar Luik in de homogoneen samengestelde liberale gemeenteraad naar voren geschoven als opvolger, maar kampte toch gedurende zijn ambtsperiode met meerdere discussies binnen de lokale liberale partij. De onderlinge vetes werden zelfs zo sterk dat Peemans in oktober 1867 diende te duelleren tegen de liberaal Auguste Fizenne in het bos van Bertem.
Peemans was zelf de uitgever van één liberale Leuvense krant, Le Louvaniste, een tweede Leuvense liberale krant belichtte de mening van zijn tegenstanders. In 1869 trok hij zich volledig terug uit de politiek toen zijn mening steeds meer geïsoleerd raakte. Een paar maand later werd ook Le Louvaniste niet verder gepubliceerd.
Onder zijn bestuur werd het stedelijk onderwijsnet sterk uitgebouwd en versterkt, waaronder het Collège des Humanités de la Haute Colline. Tevens werd de Statiestraat verder aangelegd, de huidige Bondgenotenlaan. Aan deze straat legde hij op 8 september 1864 de eerste steen van de Stadsschouwburg.
De verdeeldheid na het vertrek van Peemans leidde ertoe dat in 1869 de katholieken de macht konden breken, en de katholieke hoogleraar Theodoor Smolders, die in een eerder dispuut in 1861 tussen de universiteit en de stad nog lijnrecht tegenover Peemans had gestaan, de burgemeesterssjerp kon overnemen.